# (73978) 1998 DU6
(73978) 1998 DU6 – planetoida z pasa głównego asteroid okrążająca Słońce w ciągu 3,37 lat w średniej odległości 2,24 j.a. Odkryta 17 lutego 1998 roku.